# Amfiragateri
L'amfiragateri (Amphirhagatherium) és un gènere de mamífers extints de la família dels queropotàmids. Les diferents espècies d'aquest grup visqueren a Europa durant l'Eocè. Se n'han trobat restes fòssils a Alemanya, França i el Regne Unit. Probablement tenia una dieta mixta de fruita i fulles. Les dents anteriors caniniformes podrien haver servit per a complementar aquesta dieta amb petites quantitats de carn o en combats entre individus de la mateixa espècie.